# Koudiat Sidi Abdelkader
Le Koudiat Sidi Abdelkader est un sommet du massif de l'Atlas blidéen dont il est le point culminant à 1 629 m d'altitude,.